# Запреты на нацистскую символику
Использование символов НСДАП и Нацистской Германии (1933—1945) в настоящее время подпадает под юридические ограничения в ряде стран, таких как Австрия, Беларусь, Бразилия, Венгрия, Германия, Польша, Россия, Румыния, Украина, Франция, Чехия и других странах
Хотя в большинстве стран это законно, демонстрация флагов, ассоциируемых с нацистским режимом (см. Нацистские флаги), подлежит ограничениям или прямому запрету в нескольких европейских странах. Многие нацистские флаги используют символ свастики, однако свастика используется не только в контексте нацистского движения, Третьего рейха или объединённых вооружённых сил Германии периода 1933—1945 годов.

## Законность нацистской символики в странах
| Страны               | Законность нацистской символики                                              | Исключения. |
| -------------------- | ---------------------------------------------------------------------------- | --- |
| Австралия            | Запрещена                                                                    | Академических, образовательных или художественных целях. |
| Австрия              | Запрещена                                                                    | — |
| Беларусь             | Запрещена                                                                    | — |
| Бельгия              | Запрещена                                                                    | — |
| Бразилия             | Запрещена                                                                    | — |
| Канада               | Разрешена                                                                    | — |
| Китай                | Запрещена                                                                    | — |
| Чехия                | Запрещена                                                                    | — |
| Эстония              | Запрещена                                                                    | — |
| Финляндия            | Разрешена                                                                    | Косвенные ограничения, вероятно, существуют. Демонстрация нацистской символики при определённых обстоятельствах может рассматриваться как возбуждение ненависти в отношении какой-либо группы населения.                                                      |
| Франция              | Запрещена                                                                    | — |
| Германия             | Запрещена                                                                    | В художественных и образовательных целях. |
| Венгрия              | Запрещена                                                                    | — |
| Иран                 | Разрешена                                                                    | — |
| Италия               | Разрешена                                                                    | — |
| Япония               | Разрешена                                                                    | — |
| Латвия               | Запрещена                                                                    | — |
| Литва                | Запрещена                                                                    | В художественных и образовательных целях. |
| Люксембург           | Запрещена                                                                    | — |
| Мексика              | Разрешена                                                                    | — |
| Новая Зеландия       | Разрешена                                                                    | — |
| Польша               | Запрещена                                                                    | Академических, образовательных или художественных целях. |
| Португалия           | Разрешена                                                                    | — |
| Румыния              | Запрещена                                                                    | — |
| Россия               | Запрещена                                                                    | — |
| Сербия               | Запрещена                                                                    | — |
| Сингапур             | Запрещена                                                                    | — |
| Словакия             | Запрещена                                                                    | — |
| Республика Корея     | Разрешена                                                                    | — |
| Испания              | Разрешена                                                                    | Когда связано с преступной деятельностью. |
| Швеция               | Запрещена                                                                    | — |
| Швейцария            | Запрещена                                                                    | — |
| Китайская Республика | Разрешена                                                                    | Отсутствуют — суд признал использование нацистской символики формой свободы выражения, защищённой Конституцией |
| Таиланд              | Разрешена                                                                    | — |
| Турция               | Разрешена                                                                    | — |
| Украина              | Запрещена                                                                    | В художественных, образовательных, научных и исторических целях. Символы использовались до 1991 года. |
| Великобритания       | Разрешена                                                                    | Во время Второй мировой войны (1939—1945). |
| США                  | Есть ограничения в штатах Нью-Йорке и Калифорнии, в других Штатах разрешена. | Незаконно полностью запрещать символы. Запрещение в штате Нью-Йорк распространяется только на государственную собственность. Калифорния запрещает нацистские символы в общественных местах в соответствии с законом о преступлениях на почве ненависти штата. |

## Запреты и ограничения на нацистскую символику

### Европа

#### Россия
Статьи 20.3 и 20.3.2 кодекса об административных правонарушениях России (КоАП РФ) запрещает пропаганду, производство и распространение нацистской символики, её аналогов, а также флага Восходящего Солнца, с штрафами до 100 000 рублей.

#### Беларусь
Статья 3411 УК Республики Беларусь запрещает публичное демонстрирование, производство, распространение или хранение с целью распространения нацистской символики или атрибутики. Нарушение влечет штраф, арест, до трех лет ограничения свободы или до четырех лет лишения свободы. Кроме того, статья 1301 Уголовного кодекса запрещает реабилитацию нацизма, с наказанием в виде штрафа, ареста, до пяти лет ограничения свободы или до пяти лет лишения свободы.

#### Украина
Публичное демонстрирование нацистских (и коммунистических) флагов запрещено в Украине. Исключения составляют символы, используемые в художественных, образовательных, научных и исторических целях, а также символы, использовавшиеся до 1991 года.

#### Финляндия
В Финляндии нет явного законодательства, направленного на контроль за владением, демонстрацией, покупкой, импортом или экспортом нацистской символики. Однако Уголовный кодекс (39/1889) содержит разделы, которые могут ограничивать использование нацистской символики в зависимости от ситуации (например, Глава 11 «Военные преступления и преступления против человечности», статья 10 (агитация против группы населения) и 10а (обострённая агитация против группы населения)). Разделы Уголовного кодекса об агитации против группы населения могут применяться, когда нацистская символика используется для угроз, клеветы или оскорблений определённой группы «на основании её расы, цвета кожи, происхождения, национальности или этнической принадлежности, религии или убеждений, сексуальной ориентации или инвалидности, или на другой сопоставимой основе». Остаётся неясным, является ли демонстрация нацистской символики при определённых обстоятельствах агитацией против группы населения.[2][3]
Использование свастики в Финляндии предшествует использованию нацистской свастики в нацистской Германии. На 2024 год флаги с этим символом всё ещё можно встретить в финской армии, в частности, в Финляндском военно-воздушном флоте.

#### Эстония
В начале 2007 года Рийгикогу рассматривал проект закона об изменении Уголовного кодекса, который предусматривал наказание за публичное использование советских и нацистских символов, если это использование нарушает общественный порядок или разжигает ненависть. Проект не вступил в силу, так как был принят только в первом чтении в Рийгикогу.

#### Латвия
В июне 2013 года Сейм Латвии утвердил запрет на демонстрацию нацистских и советских символов на всех публичных мероприятиях. Запрет касается флагов, гимнов, форм и нацистской свастики.

#### Литва
Литва запретила нацистские символы в 2008 году (Статья 18818 Кодекса об административных правонарушениях) с угрозой штрафа. Статья 5 Закона о собраниях запрещает проведение собраний с использованием нацистской и советской символики.

#### Германия
После Второй мировой войны Уголовный кодекс Федеративной Республики Германия был изменён, чтобы запретить пропагандистские материалы и символику запрещённых партий и других организаций (StGB 86 и 86a). Это явно включает материалы в традиции бывшей национал-социалистической организации. Производство и распространение таких материалов запрещены, как и публичная демонстрация соответствующих символов. За нарушение закона предусмотрены штрафы или тюремное заключение на срок до трёх лет.
Примеры включают нацистские символы, такие как свастика и логотип СС. Использование этих символов для образовательных и художественных целей, таких как фильмы, музеи, шоу и видеоигры, является законным. Также допускаются исключения, когда символы используются для осуждения нацизма, а не для его поддержки (например, изображение человека, выбрасывающего свастику в мусорное ведро, перечеркнутая свастика и т. д. будут законными).